# 胡里庫塔湖
16°11′37″S 68°16′20″W / 16.19361°S 68.27222°W
胡里庫塔湖（Juri Quta），是玻利維亞的湖泊，位於該國西部拉巴斯省，處於孔多里里山西南面和奇阿庫塔湖以西的玻利維亞瑞阿爾山脈地區，海拔高度約4,932米。